# Маризамунда, Жювеналь
Жювена́ль Маризаму́нда (руанда , англ. и фр. Juvenal Marizamunda; род. 2 декабря 1965) — руандийский политический, государственный и военный деятель. Министр обороны Руанды с 6 июля 2023 года. С 2021 года он занимал должность генерального комиссара исправительной службы Руанды, которую покинул в июне 2023 года. До этого, с июня 2014 по апрель 2021 года, Жювеналь был заместителем генерального комиссара Национальной полиции Руанды, отвечающим за управление и финансы.

## Биография
Родился 2 декабря 1965 в Гиконгоро, Руанда. С детства увлекался футболом.

### Образование
Жювеналь имеет степень бакалавра в области военных наук. Он имеет две степени магистра. Первая — это степень магистра в области управления и лидерства, присуждаемая Институтом менеджмента и государственной администрации Ганы. Вторая — это степень магистра международных отношений и дипломатии, полученная в Университете Маунт-Кения. Его диплом аспиранта по изучению обороны и конфликтов также был присужден Институтом менеджмента и государственного управления Ганы. Кроме того, он окончил курс Высшего командно-штабного колледжа, который проводится в командно-штабном колледже Вооруженных сил Ганы Аккра, Гана.

### Карьера
Жювеналь поступил на службу в вооруженные силы Руанды в 1986 году. После начальной военной подготовки в 1990 году ему присвоили звание лейтенанта. С годами на него возлагались все более серьёзные командные и административные обязанности.
В 2014 году Жювеналя перевели из Сил обороны Руанды в Национальную полицию Руанды и он был назначен заместителем генерального инспектора полиции, ответственным за администрацию и персонал. Затем в апреле 2021 года он был назначен генеральным комиссаром Исправительной службы Руанды и проработал в этой должности до июня 2023 года, когда был назначен министром обороны Руанды, заменив генерал-майора Альберта Мурасиру.
Также, Жювеналь занимал должность командира пехотной роты в рамках миссии Африканского союза в Судане, с июля 2005 по февраль 2006 года. Кроме того, он был заместителем главного офицера по военному персоналу в штаб-квартире Миссии Организации Объединённых Наций в Судане (МООНВС) в период с декабря 2009 по март 2011 года.

## Личная жизнь
Жювеналь женат на Серафине Ньирасафари. В браке у них родилось четверо детей: два сына и две дочки.